# 第二次頓涅茨克機場戰役
第二次頓涅茨克機場戰役是乌克兰顿巴斯战争的一部分，于2014年9月28日开始打響。此前已於2014年5月爆發了第一次頓涅茨克機場戰役，結果是烏克蘭依舊控制了頓涅茨克國際機場。2014年9月5日，各方签署了停火协议《明斯克议定书》，但聽從于俄罗斯的顿涅茨克人民共和国繼續為爭奪頓涅茨克國際機場而與乌克兰军队和志愿军展開战斗。

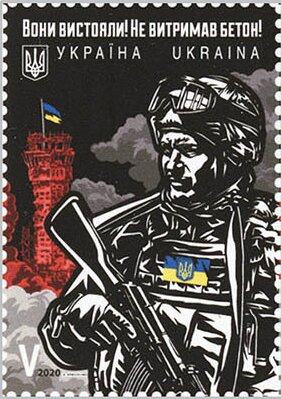
乌克兰于2020年发行的纪念此战中顿涅茨克机场守军的邮票。上面写着“他们承受住了攻击，而混凝土没有！”

當時頓涅茨克國際機場已是乌克兰政府军在顿涅茨克的最後一個空投據點，足以軍事遏制著該城市的分裂武裝。因此為了要地争夺，机场的战斗一直持续到2015年，並且2015年1月的進攻中，在支持下戰事規模有所升級。終於在1月21日，顿涅茨克人民共和国佔領了頓涅茨克國際機場，隨後俄方也派人簽署新明斯克協議。